# Módulo de memória

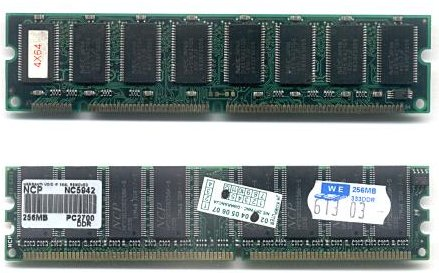
Dois tipos de DIMM (modulos de memória em linha dupla): um 168-clavar SDRAM módulo (superior) e um 184-alfiler DDR SDRAM módulo (inferior).

Em informática, um módulo de memória é um circuito impresso na qual se montam os circuitos integrados de memória.

## DIMM

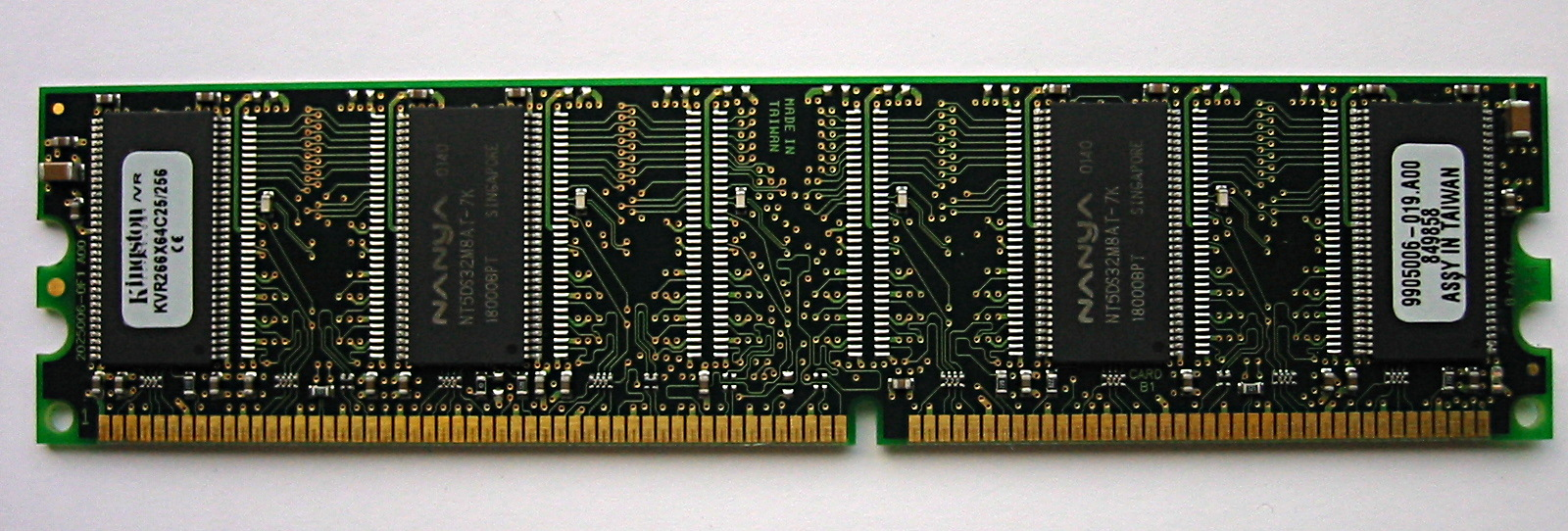
DDR-SDRAM DIMM Kingston.

DIMM - Dual Inline Memory Module (Módulo de Memória em Linha Dupla), é um dos tipos de encapsulamento para memória DRAM mais utilizados na atualidade. Os pentes DIMM de memória estão divididos basicamente em dois tipos: SDR SDRAM e DDR SDRAM. São classificadas também segundo a quantidade de vias (contatos) que possuem: a SDR SDRAM possui 168 vias, a DDR SDRAM apresenta 184 vias, DDR2 SDRAM, 204  vias e a DDR3 SDRAM 240 vias. Ao contrário dos arranjos de memórias SIMM, estes módulos possuem contatos em ambos os lados do pente, e daí veio o termo DIMM. São módulos de 64 bits, não necessitando mais utilizar  o esquema de paridade das antigas memórias SIMM (Single Inline Memory Module), onde era necessário instalar bancos de memória em múltiplos de dois módulos.

## SO-DIMM

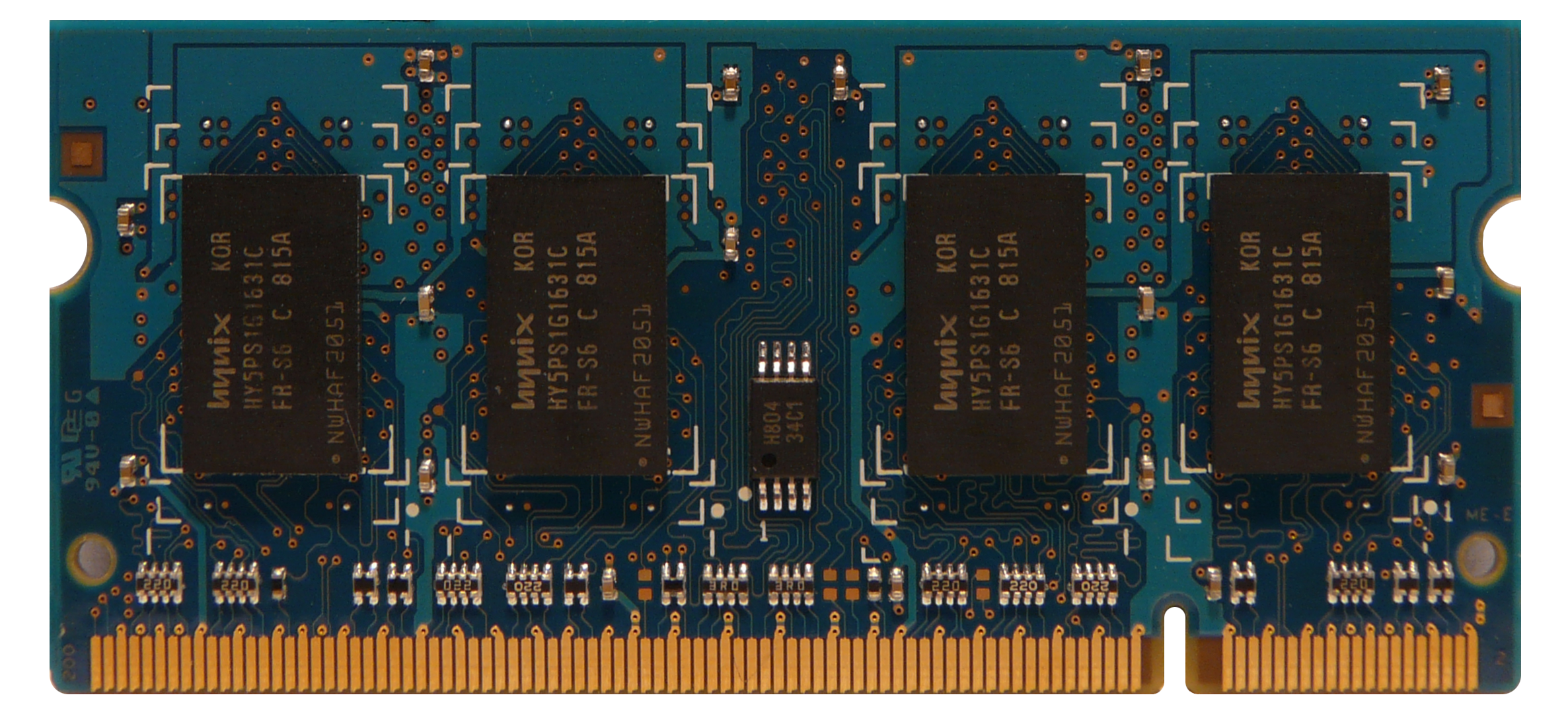
PC6400 DDR2 SO-DIMM

SO-DIMM é um padrão de conector tipo soquete normatizado pelo JEDEC muito usado para memórias de notebook e computadores modulares.
Uma memória SO-DIMM (acrônimo para small outline dual in-line memory module) é um tipo de memória de computador.
As memórias SO-DIMM são uma alternativa menor às memórias DIMM, tendo aproximadamente metade do seu tamanho. Como resultado, são usadas principalmente em laptops, computadores pessoais com gabinetes pequenos, impressoras robustas de escritório e equipamentos de rede como roteadores.
A sua configuração varia entre 72, 100, 144 ou 200 pinos. O pacote com 100 pinos suporta transferência de dados de 32 bits, enquanto os pacotes de 144 e 200 suportam transferência de 64 bits. Em contraste, as memórias DIMM tradicionais possuem 168, 184 ou 240 pinos, todos suportando transferência de dados de 64 bits.

## SIMM

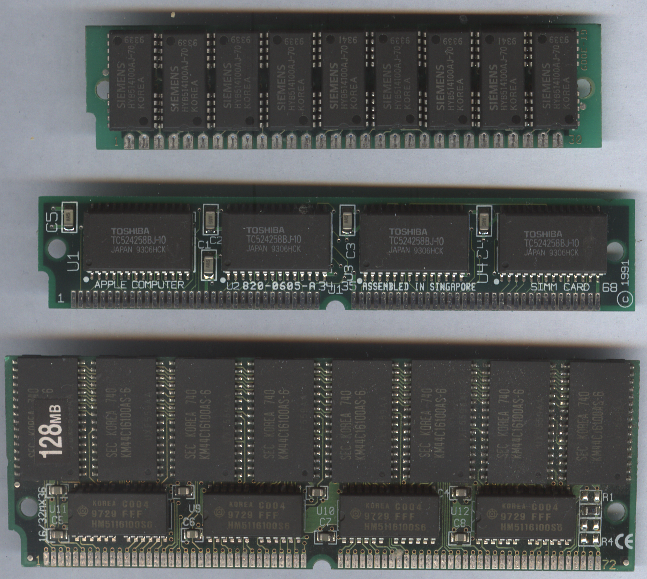
SIMMs de 30 (no alto), 68 (centro) e 72 pinos (embaixo). Os primeiros módulos de 30 pinos costumavam ter 256 KiB ou 1 MiB de memória.

A memória SIMM, ou seja, Single In-line Memory Module, é um tipo de módulo de memória contendo RAM usada em computadores do início da década de 1980 até fins da década de 1990. Diferencia-se do DIMM (Dual In-line Memory Module), o módulo de memória predominante atualmente, pelo fato dos contactos em um SIMM serem redundantes em ambas as faces do módulo. Os SIMMs foram normatizados pelo padrão JEDEC JESD-21C.
Este tipo de memória foi inventado em 1982 por James J. Parker, da Zenith Microcircuits, e o primeiro cliente desta empresa foram os Wang Laboratories. Os Wang Laboratories tentaram patentear esta tecnologia, e conseguiram, em abril de 1987. Esta patente, entretanto, foi depois revogada, no momento em que os Wang Laboratories processavam várias companhias por infringir a patente; agora, revisitou que a invenção era, de fato, do James J. Parker da Zenith Microcircuits, e não da Wang Laboratories. Os processos foram então anulados, e a patente foi liberada para uso geral. Os módulos de memória originais foram construídos sobre substratos cerâmicos, com partes "flip chip" Hitachi de 64K, e tinha, de fato, pinos (tal como single in-line package (SIP)).